# E (album)
E je četrnaesti studijski album norveškog metal-sastava Enslaved. Diskografska kuća Nuclear Blast objavila ga je 13. listopada 2017. Budući da je dugogodišnji klavijaturist Herbrand Larsen napustio Enslaved krajem 2016., to je prvi album skupine na kojem klavijature svira Håkon Vinje. Također je posljednji album na kojem bubnjeve svira Cato Bekkevold, koji je 2018. napustio sastav.
Godine 2018. osvojio je norvešku nagradu Spellemann za najbolji metal-album.

## O albumu
Sastav je snimao album od travnja do svibnja 2017. u raznim bergenskim studijima (Duper Studio, Solslottet Studio, Conclave & Earshot Studio i Peersonal Sound, kućni studio gitarista Ivara Bjørnsona) te u studiju Overlook Hotel pjevača i basista Grutlea Kjellsona u Auklandshamnu. Miksan je i masteriran u lipnju te godine u Fascination Street Studiosu u švedskom gradu Örebru.
Naslovnica prikazuje inicijal imena sastava, ali pisan runom ehwaz (koja sliči slovu „M”) na minimalističkoj, tamnoj drvenoj podlozi. Izradio ju je dizajner i slikar Truls Espedal. Koncept simbola (koji znači „konj”) skupina je obradila na pjesmi „Sacred Horse”. U razgovoru s internetskim časopisom Metal as Fuck Enslavedov pisac pjesama i gitarist Ivar Bjørnson dodatno je objasnio značenje naslova:
Izjavio je i da uradak općenito govori o „simbiozama koje nas okružuju, koje uvjetuju naše postojanje i razvoj”.
„Storm Son”, prvi singl, objavljen je 11. kolovoza 2017., a drugi singl „The River's Mouth” objavljen je 6. listopada te godine. Za obje su pjesme snimljeni glazbeni spotovi, a oba je režirao Josh Graham, koji je prethodno radio s grupama Soundgarden i Neurosis.

## Glazbeni stil i tekstovi
U glazbenom je smislu vrlo sličan prethodnom albumu In Times iz 2015. iako je melodičniji i atmosferičniji od njega te sličniji tradicionalnom progresivnom metalu. 
Tekstovi pjesama bave se nordijskom mitologijom, Vikinzima, ali pogotovo prirodom i drevnom nordijskom duhovnošću. Bjørnson objašnjava:

## Popis pjesama
Glazba: Ivar Peersen.
| 1.    | »Storm Son«          | Kjetil Grutle, Peersen | 10:54 |
| 2.    | »The River's Mouth«  | Peersen                | 5:12  |
| 3.    | »Sacred Horse«       | Grutle, Peersen        | 8:12  |
| 4.    | »Axis of the Worlds« | Grutle                 | 7:49  |
| 5.    | »Feathers of Eolh«   | Grutle                 | 8:06  |
| 6.    | »Hiindsiight«        | Peersen                | 9:32  |
| 49:45 |                      |                        |       |

| Dodatne pjesme na digipak-inačici | Dodatne pjesme na digipak-inačici                      | Dodatne pjesme na digipak-inačici | Dodatne pjesme na digipak-inačici | Dodatne pjesme na digipak-inačici | Dodatne pjesme na digipak-inačici | Dodatne pjesme na digipak-inačici | Dodatne pjesme na digipak-inačici | Dodatne pjesme na digipak-inačici | Dodatne pjesme na digipak-inačici |
| Br.                               | Skladba                                                | Tekstopisac                       | Trajanje                          |                                   |                                   |                                   |                                   |                                   |                                   |
| --------------------------------- | ------------------------------------------------------ | --------------------------------- | --------------------------------- | --------------------------------- | --------------------------------- | --------------------------------- | --------------------------------- | --------------------------------- | --------------------------------- |
| 7.                                | »Djupet« (Duboko)                                      | Peersen                           | 7:39                              |                                   |                                   |                                   |                                   |                                   |                                   |
| 8.                                | »What Else Is There?« (obrada pjesme sastava Röyksopp) |                                   | 4:44                              |                                   |                                   |                                   |                                   |                                   |                                   |
| 62:08                             |                                                        |                                   |                                   |                                   |                                   |                                   |                                   |                                   |                                   |

## Recenzije
| Recenzije       | Recenzije |
| Izvor           | Ocjena    |
| --------------- | --------- |
| Classic Rock    | [ 14 ]    |
| Exclaim!        | 8/10      |
| Metal Hammer    | [ 16 ]    |
| Metal Injection | 9,5/10    |
| Sputnikmusic    | 4/5       |

Dobio je pozitivne kritike. U osvrtu za Metal Injection Jeremy Ulrey dao mu je devet i pol boda od njih deset usporedivši ga s albumom RIITIIR (iz 2012.), izjavivši da je „prepun upečatljivih [pjesama]” te da je „jedno od hvalevrednijih postignuća skupine čija je karijera natrpana [postignućima]”. Sputnikmusicov recenzent dao mu je četiri boda od njih pet spomenuvši da „u usporedbi s najkvalitetnijim albumima skupine nije toliko dobar, ali je i dalje izvrstan uradak koji vrlo vjerojatno neće razočarati [slušatelje]”. Zaključio je da je sastav „dokazao da je i dalje div u svijetu metala”.
Pišući za Metal Hammer, Dom Lawson dao mu je četiri i pol zvjezdice od njih pet. Pohvalio je uradak nazvavši ga „radosnim ponovnim rođenjem, pedantnim poboljšavanjem jedinstvene vizije i, što je najvažnije, jednim od pravih remek-djela 2017.”. Pozitivno ga je ocijenio i Max Morin u recenziji za Exclaim!; dao mu je osam bodova od njih pet i nazvao ga „veličanstvenim postignućem koje će se jednako svidjeti obožavateljima Behemotha i Toola” te „jednim od najboljih albuma” sastava. Jo Kendall dala mu je tri i pol zvjezdice od njih pet u osvrtu za Classic Rock posebno pohvalivši pjesme „Feathers of Eolh” i „Hiindsiight” te izjavivši da skupina miješa „shoegaze kao iz snova, Viking metal koji mlati i majstorski izvedene zavojite [glazbene dionice] koje podsjećaju na Mastodon”.

## Zasluge
| Enslaved - Ivar Bjørnson – gitara, sintesajzer, efekti, prateći vokali, produkcija, tonska obrada, umjetnički direktor - Grutle Kjellson – vokali, bas-gitara, efekti, produkcija, umjetnički direktor - Arve Isdal – glavna gitara, tonska obrada - Cato Bekkevold – bubnjevi - Håkon Vinje – klavijatura, vokal | Dodatni glazbenici - Iver Sandøy – dodatne udaraljke, efekti, prateći vokal; bubnjevi i efekti (na pjesmi „Djupet”); produkcija, tonska obrada - Daniel Mage – flauta (na pjesmi „Feathers of Eolh”) - Einar Kvitrafn Selvik – vokali (na pjesmi „Hiindsiight”) - Kjetil Møster – saksofon (na pjesmi „Hiindsiight”) Ostalo osoblje - Jens Bogren – miksanje - Tony Lindgren – mastering - Truls Espedal – naslovnica, omot albuma, umjetnički direktor |

## Ljestvice
| Ljestvica           | Najviša pozicija |
| ------------------- | ---------------- |
| Belgija (Flandrija) | 190.             |
| Francuska           | 155.             |
| Norveška            | 12.              |
| Njemačka            | 80.              |
| Švicarska           | 55.              |